# Kerkgeboden
In het feodale systeem konden lenen worden verkocht.
Indien echter een familielid binnen het jaar hetzelfde bedrag bood werd deze de nieuwe eigenaar van het leen. Dit recht wordt het naastingsrecht genoemd.
De koper leefde dus een jaar in onzekerheid ten opzichte van zijn aankoop. 
Een alternatief voor hem waren de kerkgeboden. 
De baljuw en enkele leenmannen moesten dan gedurende drie zondagen tijdens de mis in de parochie de verkoop aankondigen.
Was er na het derde oproer geen reactie dan konden familieleden geen aanspraak meer maken op het leen.
De kosten van deze kerkgeboden waren voor de koper.